# Pierre Noël (peintre)
Pour les articles homonymes, voir Pierre Noël et Noël (homonymie).
Pierre Noël est un peintre et illustrateur français né le 23 mai 1903 à Troyes et mort le 29 octobre 1981 à Gercy dans l'Aisne,.
Il travaille pour l'édition, illustrant notamment des textes de Balzac, Flaubert ou Alexandre Dumas. Il a été nommé peintre officiel de la Marine en 1944. 

## Biographie

### Famille
Pierre Noël est né à Troyes le 23 mai 1903 de Georges Noël, capitaine au premier bataillon de chasseurs à pied, et de Thérèse Cherfils. Son grand père paternel avait été officier de marine et son grand père maternel officier général dans la cavalerie. La famille Noël était monarchiste, catholique et traditionaliste. Le père de Pierre Noël est l'auteur d'une étude sur Françoise de Graffigny, femme de lettres et amie des philosophes au XVIIIe siècle. Il s'est également intéressé à la correspondance de son bisaïeul, Gabriel Noël, dont les lettres transmettaient en direct, à sa famille, la vie des armées de la Révolution. Celui-ci était volontaire des bataillons de la Meurthe et secrétaire particulier du général Dubois. Gabriel Noël participa ainsi à la bataille de Valmy. Un de ses fils, Charles, ingénieur a été le constructeur des ports d'Alger, de Gênes et de l'arsenal de Toulon, dont un quai porte son nom.

### Formation et carrière
Pierre Noël commence ses études au collège de Soissons où il étudie jusqu'en 1914. Il poursuit ses études à Fontainebleau pendant la Première Guerre mondiale, puis à Arcachon et enfin au collège Sainte-Croix à Orléans où il est pensionnaire jusqu'à la classe de philosophie. Pierre Noël qui aimait dessiner depuis son plus jeune âge, choisit alors la carrière des arts. Dans son milieu familial, la culture était très prisée et l'on ne s'opposa pas à sa vocation artistique. À vingt ans, Pierre Noël quitte Soissons — où s'étaient fixés définitivement ses parents — pour apprendre le dessin à Paris dans les ateliers de René Lelong et Louis-François Biloul. L'intermède du service militaire le conduisit au 2e hussard de Tarbes. Libéré de ses obligations et redevenu parisien, Pierre Noël s'inscrit comme élève libre à l'École des beaux-arts de Paris. Il y suit les cours pour lesquels il ressent le plus d'intérêt : l'anatomie et l'histoire de l'art. À la Cité universitaire, il rencontre une étudiante en sculpture, Marthe Coulon, fille d'officier. Celle-ci descend d'une famille de banquier, les Doumerc, qui aidèrent Ingres à faire ses études et qui eurent le père d'Honoré de Balzac à leur service comme secrétaire. Ils se marient en 1927 et de leur union naîtra une fille, Marie José en 1934. Ils installèrent leurs ateliers respectifs, près de la place Denfert-Rochereau à Paris. La famille vit des illustrations du peintre, des travaux de moulage de Marthe et surtout des nombreux dessins de presse de Pierre Noël. 
Lorsqu'éclate la Seconde Guerre mondiale, Pierre Noël est affecté dans l'artillerie coloniale à la commission des ordinaires à Libourne, au grade de maréchal des logis, chef de peloton. Après la défaite, de retour à la vie civile, il remonte à Paris, rejoignant sa famille qui s'était réfugiée dans la région bordelaise chez des amis. Il intègre alors le groupe des 4 couleurs qui réunit 28 illustrateurs du livre (dont Beuville, Pichard, Luc, Lebedeff, Sennep…)
Sur la recommandation de Guy Arnoux, peintre de la Marine, Pierre Noël pose sa candidature au titre de peintre officiel de la Marine. Il est reçu à cette reconnaissance en 1944. Désormais, Pierre Noël poursuivra sa carrière d'illustrateur, de dessinateur, de peintre et de décorateur en partageant son temps entre son atelier de Paris, sa maison de campagne de Gercy et ses nombreux voyages sur les vaisseaux de la Royale.
Pierre Noël meurt le 29 octobre 1981 à Gercy et est enterré à Vervins dans le caveau familial.

## Parcours artistique

### L'illustrateur
En 1927, Pierre Noël commence sa carrière en réalisant les illustrations en couleur de La Connestable d'Honoré de Balzac pour l'éditeur relieur Kieffer. En 1928, il illustre Thomas l'Agnelet de Claude Farrère aux Éditions Mornay. Ce dernier titre lui vaut le succès et la reconnaissance du monde de l'édition. Guy Arnoux, peintre de la Marine, lui ayant reproché des erreurs du point de vue naval dans cet ouvrage, Pierre Noël approfondit plus tard ses recherches de documentation. Aux éditions Mornay, Pierre Noël illustre Salammbô de Gustave Flaubert en 1930.
Entre 1927 et 1937, Pierre Noël travaille également pour les Éditions du Pot Cassé, il en illustre six titres, ce sont ses premiers bois gravés. 
Pour réaliser ses illustrations, le peintre s'attachait à ne pas trahir la pensée de l'écrivain. Il couvrait le texte d'annotations et consultait les auteurs de leur vivant (La Varende, Sacha Guitry…). 
Ce sont ensuite plus d'une centaine d'ouvrages que Pierre Noël va illustrer tout au long de sa carrière et cela dans tous les domaines de la littérature et pour un nombre important d'éditeurs. 
Pour la littérature classique et moderne, il illustre par exemple, chez Maximilien Vox, Conversations entre 11h et minuit de Balzac, pour lesquels Marthe Noël réalise les bois gravé. Très demandé, il travaille pour les éditions Neveu Prunier, Martel, Gründ, Chamontin, La Nouvelle France, Simon, Nillson, Vents Alizés, Hazan, Éditions de France, Athéna, Plon, Grasset, Berger Levrault, Sudel….
Pour la littérature enfantine, il réalise chez Gründ les illustrations des célèbres albums grand format Henri IV, Louis XV, François 1er, Richelieu, édités à partir de 1936 jusqu'à la fin des années 1960. Il publie chez Flammarion la série des Winnetoo et de nombreux ouvrages chez Sudel, Bourrelier, André Bonne, Grasset, Nathan et Hazan. 
Pour l'enseignement, il illustre des livres d'histoire pour les éditions Sudel, Nathan et la librairie du Vieux Colombier. 
En tant que co-illustrateur, il coopère à 16 titres des Guides Odé chez Doré Ogrisek et réalise la quasi-totalité des illustrations de Terres Saintes. 
Enfin, pour la littérature érotique, il illustre plusieurs titres pour la Collection des Orties Blanches, signant ses dessins sous le pseudonyme Léon Pierre ou Léon, ainsi que pour les éditions le Livre du bibliophile et l'Intermédiaire du bibliophile

### Le dessinateur
Depuis son enfance, Pierre Noël a laissé des milliers de croquis. Selon le témoignage de sa fille Marie José, « au plus loin que remontent mes souvenirs, je n'ai jamais vu mon père sans un crayon ou un pinceau à la main. Dessiner semblait sa raison de vivre, sa richesse, son talisman pour s'évader loin des servitudes quotidiennes et conserver son humour.
Il a saisi ainsi sur le vif tous les épisodes de sa vie tant à Paris qu'en Province, l'occupation, les costumes, les uniformes, les nus, les portraits. Jean Ducros disait de lui, lors d'un embarquement : « Pierre Noël faisait l'admiration de tous à bord par sa rapidité à saisir une silhouette, une scène, une tranche de vie. Je le vois encore mener à bien le portrait d'un Enseigne de Vaisseau dans le temps où celui ci faisait le point. »
Pour compléter les revenus de son activité d'illustrateur, Pierre Noël a également travaillé comme dessinateur de presse et était titulaire d'une carte de journaliste. Il a ainsi travaillé pour de nombreux titres de la presse quotidienne, hebdomadaire ou mensuelle, notamment pour L'Intransigeant, Pariser Zeitung, Ouest-France, Paris Match, Noir et Blanc, Votre Bonheur, Votre Destin, Femmes, À tout cœur, Le Progrès, Votre cœur, Journal, Bonheur, Femina pratique, Jean-Claude, Revue maritime, Neptunia, Cols bleus, Francs-Jeux, Paris Magazine, Séduction et Sex Appeal. 
L'illustrateur a également travaillé pour la publicité (Laboratoires Roussel, Canson) et à la réalisation de carrés pour la Société Hermès. 
Il a également illustré des programmes de spectacle (théâtre du Châtelet, théâtre de la Ville), des pochettes de disques (Visaphone) et des cartes de vœux.

### Le peintre
On peut distinguer trois périodes dans l'évolution des techniques de peinture de Pierre Noël. Dans ses années de jeunesse, il peint à l'huile sur toile ou sur carton et s'exprime aussi à l'aquarelle. Puis vers 1940, il renonce définitivement à la toile et préfère la peinture à l'huile sur papier ou carton, supports plus aisément transportables dans les périples. Enfin, à partir 1950, il se tourne vers la réalisation, en atelier, de peintures sur panneaux de bois laqué. 

#### Le peintre de paysages
Selon le témoignage de Marie José Noël , « Comme paysagiste, mon père s'attachait à rendre fidèlement sur la toile la réalité de son champ de vision. Il finissait toujours par supprimer le poteau électrique qui gâchait son paysage, mais non sans éprouver une certaine culpabilité. Quoique Provencal par sa mère, il vibrait intensément aux couleurs mouillées des paysages de Thiérache, une région qu'il adorait, ou aux brumes de la mer du Nord. Il admettait, pour me faire plaisir, que la Provence offrait aussi à sa palette une gamme de sujets intéressants (il a peint de très beaux paysages de Simiane la Rotonde, lieu de résidence de sa fille) mais toujours en pestant contre la lumière trop crue de l'été et surtout contre le mistral qui emportait son chevalet. Et pourtant, cet artiste ultra figuratif, scrupuleux, besogneux même, possédait une imagination intarissable. »

#### Le peintre d'histoire
Toujours selon sa fille, « Mon père a donné le meilleur de lui-même dans ses compositions imaginaires. Il cultivait la passion de l'Histoire, un virus familial, et peut se classer comme le peintre des reconstitutions historiques, particulièrement des grandes batailles, des expéditions maritimes et coloniales. Cet homme tranquille se métamorphosait en lansquenet du pinceau, en pirate à l'abordage, en champion d'escrime. Dans ses compositions débordantes d'action, mon père s'ébrouait au milieu de ses sujets favoris : les navires et les chevaux qu'il a dessinés depuis qu'il a su tenir un crayon. »

#### Le peintre de la Marine
Pierre Noël est nommé peintre de la Marine dans la promotion de 1944. Dès 1945, il a l'occasion d'embarquer sur la Jeanne d'Arc qui effectue des rotations entre l'Afrique du Nord et Toulon. Il y participera à trois reprises. En 1946, il est envoyé deux fois en mission à bord du Richelieu. De cette époque date son amitié pour Paul Perraudin, un autre peintre de la Marine. L'un de ses voyages à bord du Richelieu lui permet d'assister à la prise de commandement du porte-avions Arromanches (ex Colossus).
Entre 1947 et 1950, Pierre Noël prend part aux croisières de l'Yser, aviso et annexe de l'École navale. 
Puis il embarque sur l'aviso escorteur La Meuse en 1950, sur LST[Quoi ?] La Vire en 1952, sur l'aviso L'Ancre en 1953, sur la frégate L'Escarmouche la même année, sur l'escorteur rapide Le Bourguignon en 1957, sur l'aviso colonial Commandant Rivière, en 1962 ; sur l'escorteur rapide L'Alsacien en 1964 et 1969. Enfin en 1975, il embarque pour une durée de deux mois sur la frégate DEASM Duguay Trouin à l'invitation de son commandant le CV Gagliardi, pour lequel il a réalisé une laque retraçant les exploits de Dugay Trouin lors de la prise de Rio de Janeiro. Cette œuvre était destinée au carré du commandant. 
Au cours ces années 1960, à la demande de l'Armée de terre, Pierre Noël effectue une mission auprès des troupes au sol en Afrique. 
De ces années Pierre Noël a laissé aux musées de la Marine[Où ?] de nombreuses œuvres parmi lesquelles :
- Le Peintre de Marine Premier Empire, 1958, huile sur toile ;
- Constantinople à la fin du siècle, 1959, huile sur toile ;
- Les Pirates barbaresques, 1961, huile sur toile ;
- Embarquement pour les Amériques, gouache sur papier ;
- Port méditerranéen au XVIIIe siècle, 1961, aquarelle sur papier ;
- La Route Napoléon, 1967, huile sur panneau de bois laqué ;
- La Vie de Suffren, 1968, huile sur panneau de bois laqué ;
- La Frégate "L'Incomprise", 1966, huile sur panneau de bois laqué ;
- Reprise de Ré, 1965, huile sur panneau de bois laqué ;
- Antibes, 1964, huile sur panneau de bois laqué ;
- Le Siège du château de Nice par Barberousse, huile sur panneau de bois laqué ;
- Rio de Janeiro, 1972, huile sur panneau de bois laqué ;
- Saint-Malo. Rio de Janeiro, Alger, 1967, huile sur panneau de bois laqué.

#### Le décorateur
En 1950, un ami architecte lui commande un paravent en bois peint puis verni pour la décoration d'un appartement parisien. Désormais devenu décorateur, Pierre Noël explore les possibilités infinies de cette matière nouvelle pour lui : le bois précieux, sycomore, citronnier, ébène et macassar qui sera ensuite laqué et doré à la feuille. Les veines du bois soulignent la houle océane et les accidents du relief, tandis que les placages d'or se muent en champs de blé ou en champs de bataille. Cette technique assez proche du laquage employé en Extrême-Orient devient le principal mode d'expression picturale du peintre durant les trente dernières années de sa carrière. Ses panneaux décoratifs traduisent bien, de l'avis de sa fille, la double personnalité du peintre : l'observateur scrupuleux et le conteur intarissable. Le premier s'impose la collecte d'une importante documentation, l'exactitude des uniformes et des gréements des navires, le second s'ébroue dans la fantaisie des perspectives, dans le fourmillement des personnages (environ 150 par panneau), le déferlement des chevauchées, le chatoiement des couleurs. 
La plupart des panneaux décoratifs de Pierre Noël se trouvent chez des particuliers qui lui en ont fait la commande et dans les musées de la Marine avec d'autres de ses œuvres. Selon le témoignage de sa fille, ces panneaux seraient au nombre de 42.  

## Expositions
Pierre Noël participe à 17 expositions collectives entre 1928 et 1976.

### Expositions individuelles
- 1941  : galerie Jean Loize, Paris.
- 1960 : Union latine d'éditions, Paris.
- 1973 : Société archéologique, Vervins.
- 1976 : musée de la Marine, Paris.
- 1979 : Centre culturel de loisirs, Soissons.
- 1980 : Société archéologique, Vervins.
- 1981 : Au domaine des quatre vents, Garches.
- 1982 : 28e Salon de la Marine, musée de la Marine, Paris.
- 1998 : château de Simiane, Simiane-la-Rotonde.
- 2003 : château de Simiane, Simiane-la-Rotonde.
- 2013 : galerie Pierre Noël, Vervins.